# MicroProse
La MicroProse Software, Inc. (nota anche come MicroProse Simulation Software) è una software house statunitense specializzata in videogiochi e simulazioni, fondata nel 1982 da Sid Meier e Bill Stealey.
È nota per aver prodotto grandi successi come Grand Prix 2, Pirates, Silent Service, Railroad Tycoon, Civilization e la serie di fantascienza X-COM.
Dopo la chiusura avvenuta nel 2003, a settembre 2019 David Lagettie - esperto di simulatori militari e finanziatore - ha annunciato il ritorno in attività della software house, coi primi titoli attesi già per l'autunno successivo.

## Storia

### Gli anni '80 e glihome computer
Nei primi anni ottanta, MicroProse era soprattutto una casa di produzione specializzata in videogiochi di simulazione di combattimento aereo e militare per computer a 8-bit, come Commodore 64, Apple II, e Atari. Con il cambiamento dell'industria cominciarono a essere inclusi anche i nuovi PC IBM compatibili e quelli basati su Motorola 68000 come Amiga e Atari ST. Verso la fine degli anni '80 la MicroProse cominciò a pubblicare giochi di strategia e simulazione economica.
Nel 1989 acquisì l'inglese Telecomsoft, proprietaria delle celebri etichette di videogiochi Firebird, Rainbird e Silverbird.

### Gli anni '90 e il successo
Nel 1990 e 1991 pubblicò i suoi successi Railroad Tycoon e Civilization, che presto diventarono i due giochi di strategia più venduti di tutti i tempi. Nonostante questo la compagnia entrò presto in crisi economica perché in seguito a questi best seller cominciò a produrre molti titoli, ma il mercato era ormai saturo. Anche una avventura nel mondo dei simulatori di volo arcade non ebbe successo.
MicroProse pubblicò Formula One Grand Prix di Geoff Crammond, che ebbe ottima accoglienza nel 1991. Le versioni Amiga e Atari ST furono commercializzate per prime, e nel 1992 fece seguito una versione per DOS. Il gioco venne per lungo tempo considerato il miglior simulatore di Formula 1. durante gli anni novanta la società aveva un ufficio a Chipping Sodbury specializzato nel commissionare molti giochi a piccoli sviluppatori inglesi, che hanno portato alla produzione di ottimi titoli quali Grand Prix e Transport Tycoon.
Nel 1993, la MicroProse venne acquisita dalla Spectrum Holobyte. Entrambi i marchi coesistettero fino al 1996, quando vennero di nuovo riuniti sotto il titolo MicroProse. Sid Meier e Jeff Briggs lasciarono la compagnia, per fondare una nuova società chiamata Firaxis Games. Nell'estate dello stesso anno gli uffici inglesi della MicroProse chiusero le due filiali nel nord dell'Inghilterra e licenziarono oltre 40 dipendenti nella casa madre a Chipping Sodbury, nonostante il successo di vendite sul mercato europeo di titoli come "B17", sviluppato a Leeds. Titoli di bassa qualità ma dallo sviluppo costoso come Harrier Jump Jet e la versione arcade di F-15 Strike Eagle resero i tagli inevitabili in seguito all'acquisizione da parte di Spectrum Holobyte.
Un folto gruppo di artisti, progettisti e programmatori lasciò l'azienda per confluire in Psygnosis, che aprì un ufficio nella cittadina di Stroud appositamente per attirare altri impiegati Microprose.
In seguito alla fusione dei marchi, la nuova MicroProse venne acquisita da Hasbro Interactive, una effimera divisione del produttore di giocattoli americano Hasbro, nel 1998 Nel 1999, la Hasbro Interactive chiuse i vecchi studi MicroProse in California e Carolina del Nord.

### Gli anni 2000: la cessione del marchio e la fine
Nel 2001, dopo essere stato acquisito dalla francese Infogrames (oggi Atari) il marchio Hasbro Interactive ha cessato di esistere, e i titoli a catalogo sono stati rimarchiati e pubblicati in una nuova versione.
L'ultimo gioco originale prodotto col nome MicroProse è stato la versione inglese di Geoff Crammond's Grand Prix 4, alla fine del 2002. Il nome MicroProse nel Regno Unito venne preservato anche per GP4 per il grande rispetto che godeva nel mondo degli appassionati di simulazione. Il gioco venne distribuito da Atari, e venne sviluppato interamente, come gli altri 3 titoli precedenti di successo, dalla compagnia di Crammond.
Nel novembre 2003, la Atari Inc. chiuse il suo studio di sviluppo di Hunt Valley, Maryland, la sede originale della MicroProse. Nel 2007 venne creata la MicroProse Systems, che mantenendo nome e logo della vecchia società, iniziò a sviluppare videogiochi per le console Xbox 360, Wii, PlayStation 3 e per PC con buoni successi da citare la serie fitness di Jillian Michaels e Jaws Ultimate Predator.

### 2019: il ritorno in attività
Ad agosto 2019 un nuovo profilo Twitter di Microprose ha annunciato il ritorno in attività della software house, presentando alcuni artwork provenienti da videogame in corso di lavorazione. Contestualmente il sito ufficiale è stato rinnovato nella grafica e nei contenuti. A settembre 2019 David Lagettie - esperto di simulatori militari e finanziatore - ha annunciato il ritorno in attività della software house, coi primi titoli attesi già per l'autunno successivo. Il primo gioco annunciato è Warbirds 2020, un simulatore di volo ambientato durante la Seconda guerra mondiale. Uno dei fondatori della Microprose originale, Bill Stealey, è al lavoro sul gioco.

## Giochi pubblicati
- NATO Commander (1984)
- Spitfire Ace (1984)
- Acrojet (1985)
- Solo Flight (1985)
- F-15 Strike Eagle (1985)
- Silent Service (1985)
- Gunship (1986)
- Kennedy Approach (1986)
- Project Stealth Fighter (1987)
- Sid Meier's Pirates! (1987)
- F-19 Stealth Fighter (1988)
- Microprose Soccer (1988)
- Airborne Ranger (1988)
- Red Storm Rising (1988)
- Sword of the Samurai (1989)
- M1 Tank Platoon (1989)
- F-15 Strike Eagle II (1989)
- Destroyer Escort (1989)
- Covert Action (1990)
- Railroad Tycoon (1990)
- Civilization (1991)
- F117A Stealth Fighter(1991)
- Formula One Grand Prix noto anche come World Circuit (1991)
- Gunship 2000 (1991)
- Timequest (1991)
- Darklands (1992)
- Gunship 2000: Islands & Ice (1992)
- Rex Nebular and the Cosmic Gender Bender (1992)
- SubWar 2050 (1993)
- Harrier (Jump Jet) (1993)
- BloodNet (1993)
- Master of Orion (1993)
- Tinhead (1993)
- Master of Magic (1994)
- Colonization (1994)
- Transport Tycoon (1994)
- Transport Tycoon Deluxe (1994)
- Pizza Tycoon (1994)
- X-COM: UFO Defense (1994) pubblicato in Italia e altri stati col nome UFO Enemy Unknown
- Dragonsphere (1994)
- X-COM: Terror from the Deep (1995) noto anche come XCOM2
- Return of the Phantom (1995)
- Star Trek Generazioni (1995)
- Grand Prix 2 (1996)
- Civilization II (1996)
- Falcon 4.0 (1998)
- European Air War (1998)
- MechCommander (1998)
- MechWarrior 3 (1999)
- Risk II (1999)
- Spirit of Speed 1937 (1999)
- Dark Earth (2000)
- Grand Prix World (2000)
- Disney Princess: Il viaggio incantato (2007)
- Jaws Ultimate Predator (2011)
- Jillian Michaels Fitness Adventure (2011)
- Regiments (2022)

### MicroStyle
MicroStyle o Micro Style era un'etichetta fondata dalla MicroProse nel Regno Unito, che pubblicò giochi d'azione nel 1989-1990, scritti principalmente per Amiga e Atari ST.
- International Soccer Challenge
- Oriental Games
- Rainbow Warrior
- Rick Dangerous
- Rick Dangerous 2
- RVF Honda
- Simulcra
- Stunt Car Racer
- Xenophobe

### MicroStatus
MicroStatus o Microstatus era un'etichetta fondata dalla MicroProse nel Regno Unito, che rispetto alla contemporanea MicroStyle venne concepita per giochi più basati sul ragionamento e per un pubblico di età maggiore. Di fatto MicroStatus pubblicò solo le conversioni per Amiga e Atari ST di alcuni titoli della Incentive Software nel 1988-1989.
- Dark Side
- Driller
- Total Eclipse

### Microplay Software
Microplay Software era un'etichetta della MicroProse attiva negli Stati Uniti nel 1989-1992.
- Carrier Command
- Challenge of the Five Realms
- Command H.Q.
- Destroyer Escort
- Elite Plus
- Global Conquest
- Keith Van Eron's Pro Soccer
- Midwinter
- Rick Dangerous
- Savage
- Sea Rogue
- Sharkey's 3D Pool
- Starglider 2
- Stunt Track Racer
- UMS II: Nations at War
- Weird Dreams
- Xenophobe
- XF5700 Mantis Experimental Fighter